# Маддалена, Джек Делла
Дже́к Де́лла Маддале́на (англ. Jack Della Maddalena; род. 10 сентября 1996 года в Перте, штат Западная Австралия, Австралия) — австралийский боец смешанного стиля, представитель полусредней весовой категории. Выступает в профессионалах с 2016 года, известен по участию в Cage Warriors, Претендентской серии Дэйны Уайта и турнирах UFC. Действующий чемпион UFC в полусреднем весе. Занимает 8 строчку официального рейтинга UFC среди лучших бойцов независимо от весовой категории (англ. pound-for-pound).

## Биография
Маддалена занимался регби с 6 до 12 лет. Под влиянием старшего брата Джоша перешёл в боксерский зал в 14 лет, чтобы улучшить физическую форму для игры в регби в межсезонье. Джек влюбился в этот вид спорта и после того, как его карьера в регби закончилась, перешёл на постоянные тренировки по смешанным единоборствам.

## Карьера в смешанных единоборствах

### Ранняя карьера
Дебютировал в профессиональном ММА весной 2016 года и проиграл два стартовых поединка в карьере. Затем Маддалена выдал серию из 9 финишей подряд, успев за это время стать чемпионом Reign Fighting и Eternal MMA в полусреднем весе. Джек сумел защитить свой пояс в последней организации аж 4 раза, завершив все поединки досрочно.
14 сентября 2021 года на Претендентской серии Дэйна Уайта встретился с конголезцем Анже Лусой. Маддалена убедительно победил единогласным решением (30-27, 30-27, 30-27), получив контракт с UFC.

### Ultimate Fighting Championship
22 января 2022 года на UFC 270 в Анахайме провел яркий дебют в организации, одолев техническим нокаутом в уже в середине первого раунда еще одного дебютанта — Пита Родригеса.
11 июня 2022 года на UFC 275 уже в Сингапуре продолжил удивлять публику своими выступлениями, вновь победив соперника техническим нокаутом в середине первого раунда. За победу над Рамазаном Эмеевым австралиец получил свой первый бонус от UFC в размере 50 тысяч долларов за «Выступление вечера».
19 ноября 2022 года на турнире UFC Fight Night: Нзечукву vs. Куцелаба встретился с Дэнни Робертсом и исход был как и в предыдущих двух боях — технический нокаут в середине первого раунда. Джек снова был отмечен бонусом в размере 50 тысяч долларов за «Выступление вечера».
12 февраля 2023 года на UFC 284 перед родной публикой в Перте довел свою серию досрочных побед в первом раунде до четырёх, задушив со спины ямайца Рэнди Брауна. Мадаллена, как и в двух предыдущих своих боях, получил денежный бонус за «Выступление вечера».
16 июля 2023 года на турнире UFC on ESPN: Холм vs. Буэну Силва встретился с американским дебютантом египетского происхождения Бассилем Хафезом и победил раздельным решением судей (28-29, 29-28, 29-28). Маддалена в четвёртый раз подряд получил денежный бонус, на этот раз — за «Бой вечера».
16 сентября 2023 на UFC Fight Night: Грассо vs. Шевченко 2 в со-главном бою Маддалена встретился с Кевином Холландом. Джек одолел американца раздельным решением судей (28–29, 29–28, 29–28).
9 марта 2024 года на UFC 299 Маддалена разделил октагон с бывшим претендентом на пояс Гилбертом Бернсом. Австралиец нокаутировал его в третьем раунде и забрал бонус за «Выступление вечера» в четвертый раз, продлил свою серию побед до 17 побед кряду.

## Титулы и достижения

### Ultimate Fighting Championship
- Чемпион UFC в полусреднем весе (один раз; действующий)
- Бонус за «Бой вечера» (два раза) против: Бассиля Хафеза и Белала Мухаммада;
- Бонус за «Выступление вечера» (четыре раза) против: Рамазана Эмеева, Дэнни Робертса, Рэнди Брауна и Гилберта Бернса.

Reign Fighting
- Чемпион RF в полусреднем весе (один раз).

Eternal MMA
- Чемпион EMMA в полусреднем весе (один раз, четыре защиты).

## Статистика в профессиональном ММА
По данным Sherdog:
| Боёв 20  | Побед 18 | Поражений 2 |
| -------- | -------- | ----------- |
| Нокаутом | 12       | 1           |
| Сдачей   | 2        | 1           |
| Решением | 4        | 0           |

| Результат | Рекорд | Соперник       | Способ                                  | Турнир                                 | Дата             | Раунд | Время | Место                             | Примечание                                                       |
| --------- | ------ | -------------- | --------------------------------------- | -------------------------------------- | ---------------- | ----- | ----- | --------------------------------- | ---------------------------------------------------------------- |
| Победа    | 18-2   | Белал Мухаммад | Единогласное решение                    | UFC 315                                | 10 мая 2025      | 5     | 5:00  | Монреаль, Канада                  | Завоевал титул чемпиона UFC в полусреднем весе; «Бой вечера» (2) |
| Победа    | 17-2   | Гилберт Бернс  | Нокаут (удары коленом и локтями)        | UFC 299                                | 9 марта 2024     | 3     | 3:43  | Майами, Флорида, США              | «Выступление вечера» (4)                                         |
| Победа    | 16-2   | Кевин Холланд  | Раздельное решение                      | UFC Fight Night: Грассо vs. Шевченко 2 | 16 сентября 2023 | 3     | 5:00  | Лас-Вегас, Невада, США            |                                                                  |
| Победа    | 15-2   | Бассиль Хафез  | Раздельное решение                      | UFC on ESPN: Холм vs. Буэну Силва      | 16 июля 2023     | 3     | 5:00  | Лас-Вегас, Невада, США            | «Бой вечера» (1)                                                 |
| Победа    | 14-2   | Рэнди Браун    | Сдача (удушение сзади)                  | UFC 284                                | 12 февраля 2023  | 1     | 2:13  | Перт, Австралия                   | «Выступление вечера» (3)                                         |
| Победа    | 13-2   | Дэнни Робертс  | Технический нокаут (удары)              | UFC Fight Night: Нзечукву vs. Куцелаба | 19 ноября 2022   | 1     | 3:24  | Лас-Вегас, Невада, США            | «Выступление вечера» (2)                                         |
| Победа    | 12-2   | Рамазан Эмеев  | Технический нокаут (удары)              | UFC 275                                | 11 июня 2022     | 1     | 2:32  | Калланг, Сингапур                 | «Выступление вечера» (1)                                         |
| Победа    | 11-2   | Пит Родригес   | Технический нокаут (удары)              | UFC 270                                | 22 января 2022   | 1     | 2:59  | Анахайм, Калифорния, США          | Дебют в UFC                                                      |
| Победа    | 10-2   | Анже Луса      | Единогласное решение                    | Претендентская серия Дэйны Уайта       | 14 сентября 2021 | 3     | 5:00  | Лас-Вегас, Невада, США            |                                                                  |
| Победа    | 9-2    | Олдин Бейтс    | Нокаут (удар)                           | Eternal MMA 53                         | 10 октября 2020  | 1     | 1:12  | Перт, Австралия                   | Защитил (4) пояс чемпиона EMMA в полусреднем весе                |
| Победа    | 8-2    | Глен Петтигроу | Технический нокаут (удары)              | Eternal MMA 51                         | 29 февраля 2020  | 2     | 1:55  | Перт, Австралия                   | Защитил (3) пояс чемпиона EMMA в полусреднем весе                |
| Победа    | 7-2    | Кевин Жюссе    | Tехнический нокаут (остановка доктором) | Eternal MMA 48                         | 4 октября 2019   | 2     | 5:00  | Мельбурн, Австралия               | Защитил (2) пояс чемпиона EMMA в полусреднем весе                |
| Победа    | 6-2    | Дин Абрамо     | Технический нокаут (удары)              | Eternal MMA 37                         | 22 сентября 2018 | 1     | 2:27  | Перт, Австралия                   | Защитил (1) пояс чемпиона EMMA в полусреднем весе                |
| Победа    | 5-2    | Люк Ховард     | Нокаут (удар)                           | Eternal MMA 31                         | 10 марта 2018    | 2     | 0:28  | Перт, Австралия                   | Завоевал пояс чемпиона EMMA в полусреднем весе                   |
| Победа    | 4-2    | Джеймс Дакетт  | Сдача (удушение сзади)                  | Cage Warriors 88                       | 28 октября 2017  | 2     | 3:44  | Ливерпуль, Англия, Великобритания |                                                                  |
| Победа    | 3-2    | Тай Данкан     | Технический нокаут (удары)              | Eternal MMA 26                         | 8 июля 2017      | 2     | 0:19  | Саутпорт, Квинсленд, Австралия    |                                                                  |
| Победа    | 2-2    | Глен Петтигроу | Технический нокаут (удары)              | Reign Fighting 3                       | 8 апреля 2017    | 1     | 3:26  | Мэнсфилд, Квинсленд, Австралия    | Завоевал титул RF в полусреднем весе                             |
| Победа    | 1-2    | Брандт Когил   | Нокаут (удар локтем)                    | Eternal MMA 20                         | 15 октября 2016  | 1     | 1:57  | Саутпорт, Квинсленд, Австралия    | Возвращение в полусредний вес                                    |
| Поражение | 0-2    | Дарси Венди    | Сдача (удушение сзади)                  | Eternal MMA 17                         | 28 мая 2016      | 1     | 4:11  | Неранг, Квинсленд, Австралия      | Дебют в среднем весе                                             |
| Поражение | 0-1    | Олдин Бейтс    | Технический нокаут (удары)              | Eternal MMA 15                         | 12 марта 2016    | 3     | 2:16  | Перт, Австралия                   | Дебют в полусреднем весе ММА                                     |